# Marcel Boulenger
Marcel Jacques Boulenger (født 9. september 1873 i Paris, død 21. maj 1932 i Chantilly) var en fransk forfatter, kritiker og fægter. Han deltog i OL 1900 i Paris som fægter og OL 1912 i Stockholm i kunstkonkurrencerne.

## Fægtekarriere
Boulenger stillede op i fleuret ved OL 1900, hvor 53 fægtere deltog, deraf de 39 fra Frankrig. Der blev kæmpet i indledende runde og kvartfinalen, men det var en jury, der afgjorde, hvem der gik videre, uafhængig af kampenes resultater. I semifinalen blev der kæmpet i to grupper à otte fægtere, og her var det vinderne, der gik videre, mens taberne gik i en trøstfinale. Boulenger nåede igennem til finalen, hvor der igen blev kæmpet alle mod alle. De syv bedste i finalen var franske, og vinder blev Émile Coste med syv sejre foran Henri Masson med seks og Boulenger med fem sejre.

## Øvrige karriere
Som forfatter var Boulenger især kendt for sine pasticher og sine talrige falske "selvbiografier" af opdigtede personer. Han var en af de første, der bragte sporten ind i litteraturen og deltog i 1906 i en konference om kunst, litteratur og sport. Han arbejdede tæt sammen med italieneren Gabriele D'Annunzio. Boulenger betragtede sig selv som en typisk dandy i Frankrig og skrev således i 1921 Les aventures d’un dandy.
Boulenger deltog ved OL 1912 i Stockholm i den åbne litteraturkonkurrence, hvor syv værker var indgivet. Der blev kun uddelt guldmedaljer i kunstdisciplinerne ved legene, og Boulenger vandt ikke, og det vides ikke, hvad hans værks titel var. Men det har muligvis været et værk om fægtning; han havde blandt andet i 1903 udgivet et sådant værk med titlen Quarante escrimeurs (Fyrre fægtere).
Boulenger deltog også i OL 1924 i Paris, hvor han var dommer i den åbne litteraturkonkurrence.